# Litchi chinensis
Litchi chinensis é uma espécie do gênero botânico Litchi, pertencente à família Sapindaceae. É uma árvore frutífera conhecida popularmente como lecheira, lichieira, arbarinoia, lichia, líchia ou uruvaia. Os termos também se aplicam ao fruto da árvore. É natural das regiões quentes da Ásia, sendo encontrada principalmente na República Popular da China, Índia, Madagáscar, Nepal, Bangladesh, Paquistão, sul e centro de Taiwan, a norte do Vietname, Indonésia, Tailândia, Filipinas, África do Sul e México. A espécie, algumas vezes, é colocada no gênero Nephelium.

## Etimologia
"Lechia", "lichia" e "lichi" provêm do chinês lìzhī.

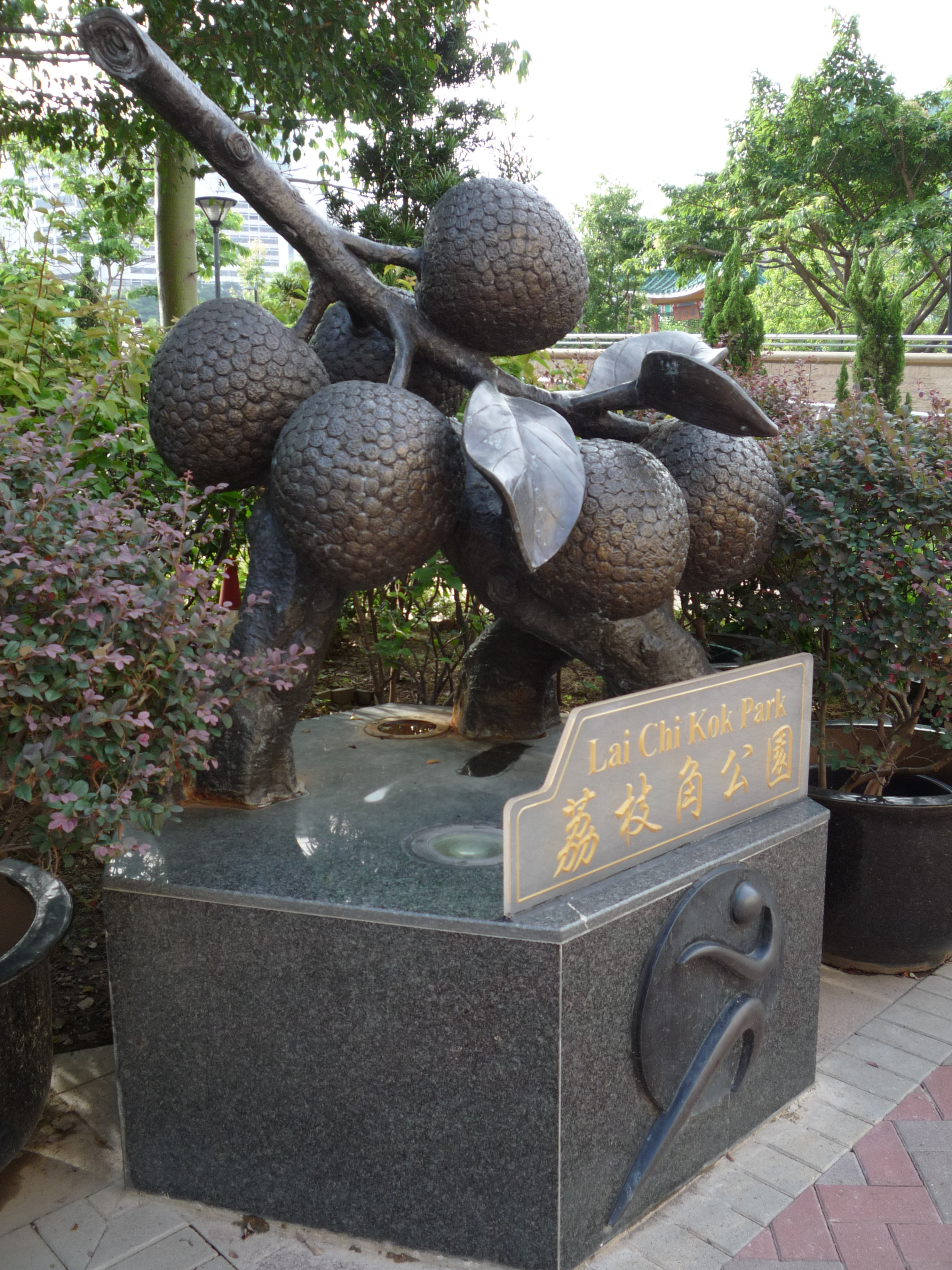
Escultura no parque Lai Chi Kok, em Hong Kong, representando um cacho de lichias

## Descrição
A árvore é de tamanho médio, atingindo 15-20 metros de altura, com folhas alternadas, cada folha com 15-25 centímetros de comprimento, com 2-8 folíolos laterais de 5-10 centímetros de comprimento; o terminal folheto está ausente. As novas folhas jovens são de um vermelho brilhante de cobre, em princípio, antes de se tornarem verdes e alcançar a sua plena dimensão. As flores são pequenas, verde-branco-amareladas ou brancas.[carece de fontes?]
Os frutos, externamente semelhantes a morangos, formam cachos. Possuem casca rugosa, de cor avermelhada e fácil de ser destacada. A polpa é gelatinosa, translúcida sucosa, lembrando ao sabor de pitomba, e não é aderente ao caroço. Se presta para consumo ao natural, para a fabricação de sucos, compotas e ainda para a passa. Contém alto índice de vitamina C, além de possuir as do complexo B, sódio, cálcio e potássio.[carece de fontes?]

## Introdução no Brasil

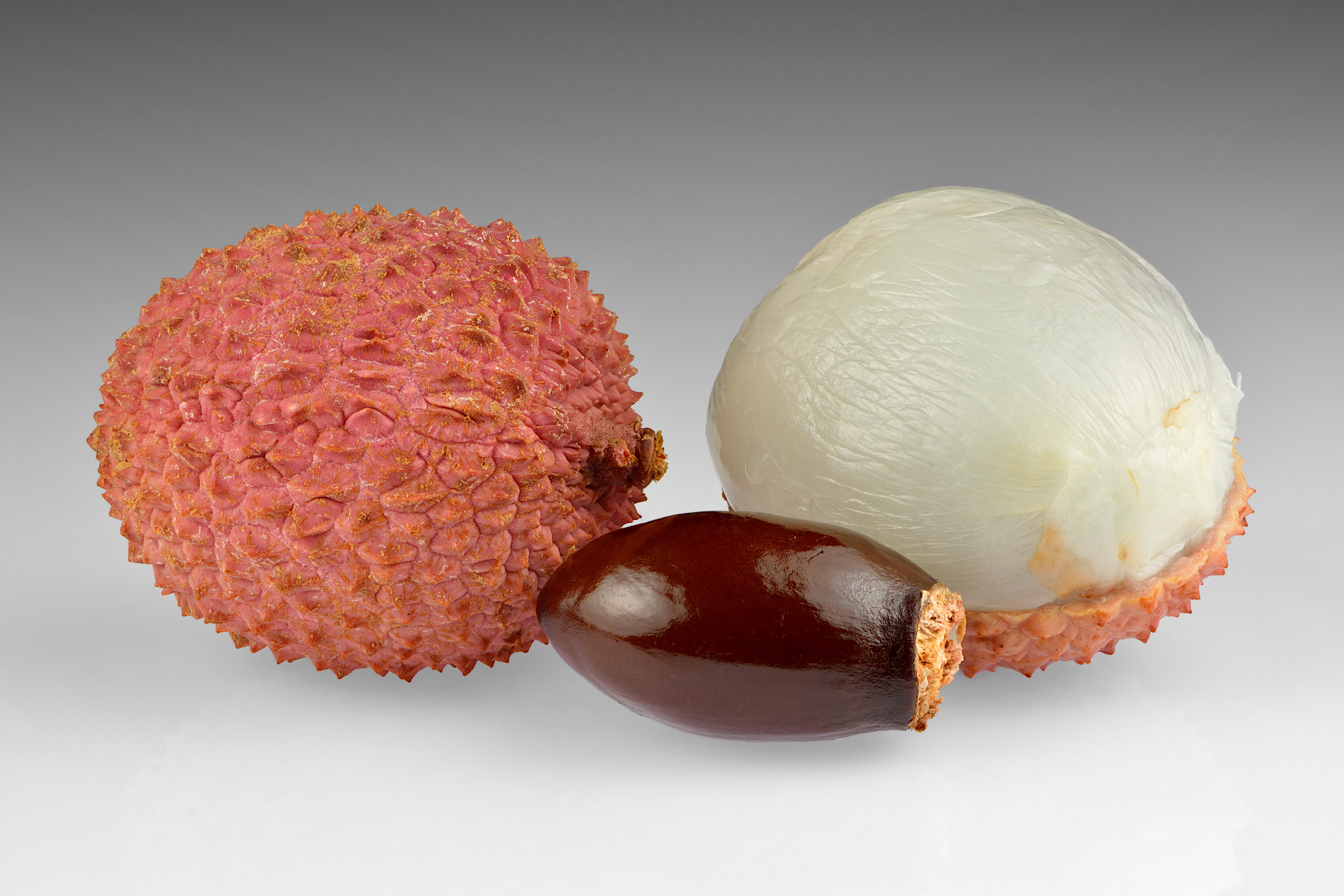

A introdução desta espécie no Brasil deu-se por volta de 1810 no Jardim Botânico do Rio de Janeiro. O Jornal Entreposto afirma que a introdução em escala comercial, entretanto, se deu no final da década de 1970, sendo Ikuto Maeda o produtor pioneiro no país, no município de Bastos, em São Paulo. Atualmente, a produção da fruta se concentra em São Paulo, com uma parcela diminuta nos estados de Minas Gerais, Bahia e Paraná. Porém, nos últimos anos, uma doença causada por um ácaro praga chamado Aceria litchii está reduzindo a produção da fruta, tendo sido constatada pela primeira vez no Brasil em 2008, atacando severamente lichieiras adultas no município de Limeira, em São Paulo. O ácaro-da-erinose-da-lichia tem se espalhado rapidamente no Estado de São Paulo e comprometido a produção em pomares de lichia sem manejo adequado.
Não há, por enquanto, defensivo químico registrado para a cultura da lichia e, de acordo com o Instituto Biológico de São Paulo, o uso indiscriminado (e repetido) de agroquímicos poderá resultar em resistência da praga, tornando ainda mais difícil o seu manejo.[carece de fontes?]

## Subespécies
Possui três subespécies:
- L. c. chinensis, a mais conhecida, cultivada em todo o sudeste, leste e sul asiático, sul da África, Havaí, Estados Unidos e com crescente produção brasileira.
- L. c. javanensis, cultivada apenas na Indochina e em Java;
- L. c. phillippenis, que produz frutos não comestíveis;

## Usos
Pode ser consumida in natura (fresca) ou em forma de doces, geleias, iogurtes e sorvetes. A lichia é, ainda, utilizada na fabricação de cosméticos, pois o fruto possui propriedades antioxidantes.[carece de fontes?]

## Toxicidade

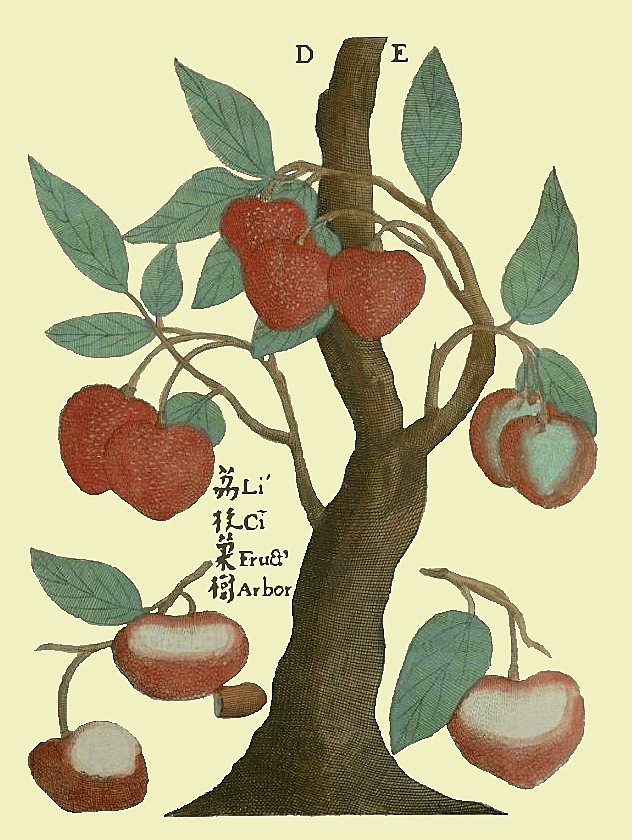
Gravura do missionário jesuíta polonês Michał Boym (1612-1659) representando uma lichia.

O fruto comestível de lichia  contém aminoácidos incomuns que interrompem a gliconeogênese e a β-oxidação de ácidos graxos. Isto é bem estabelecido em relação tanto ao fruto de lichia como, mais particularmente, ao fruto de seu primo, a planta de ackee (Blighia sapida), membro das Sapindaceae originário da África Ocidental e transplantado no século XVIII para o Caribe.

## Composição Nutricional
100 g de polpa de lichia possui:
- valor energético: 73,21 kcal
- carboidratos: 14,92 g
- proteínas: 1,20 g
- gorduras: 0,97 g
- fibras: 0,48 g
- fósforo: 25,09 mg
- potássio: 160,29 mg
- cálcio: 4,17 mg
- magnésio: 12,04 mg
- sódio: 3,98 mg
- ferro: 0,23 mg
- manganês: 0,05 mg
- zinco: 0,18 mg
- cobre: 0,24 mg
- vitamina C: 39,95 mg
- tiamina: 0,50 mg
- riboflavina: 0,60 mg
- niacina: 0,6 mg